# Chiridota laevis
Chiridota laevis is een zeekomkommer uit de familie Chiridotidae.
De wetenschappelijke naam van de soort werd in 1780 gepubliceerd door Otto Fabricius.